# Pablo Lara
Pablo Lara Rodríguez (ur. 30 maja 1968 w Santa Clara) – kubański sztangista, dwukrotny medalista olimpijski i czterokrotny medalista mistrzostw świata.

## Kariera
Pierwszy sukces w karierze osiągnął w 1987 roku, kiedy podczas igrzysk panamerykańskich w Indianapolis zdobył złoty medal w wadze średniej. Na rozgrywanych dwa lata później mistrzostwach świata w Atenach zajął drugie miejsce, rozdzielając na podium Altymyrata Orazdurdyýewa z ZSRR i Chona Chol-ho z Korei Północnej. Kolejne medale zdobył w 1991 roku, zwyciężając najpierw na igrzyskach panamerykańskich w Hawanie, a następnie na mistrzostwach świata w Donaueschingen. Z igrzysk olimpijskich w Barcelonie w 1992 roku wrócił ze srebrnym medalem. Z wynikiem 357,5 kg uplasował się za Tudorem Casapu z Wspólnoty Niepodległych Państw (przegrał wagą ciała) a przed Kim Myong-namem z Korei Północnej. Dwa lata później, podczas mistrzostw świata w Stambule zwyciężył, kolejne dwa zwycięstwa odnosząc na mistrzostwach świata w Guangzhou i igrzyskach panamerykańskich w Mar del Plata w 1995 roku. Ostatni medal zdobył w 1996 roku, zwyciężając w wadze średniej na igrzyskach olimpijskich w Atlancie, gdzie wyprzedził Bułgara Joto Jotowa i Chona Chol-ho.
Pięć razy bił rekordy świata, w tym raz w dwuboju
Jego brat Emilio także był sztangistą.

## Osiągnięcia[2]

### Mistrzostwa świata
| Mistrzostwa świata  | Miejsce        | Data | Konkurencja | Rezultat             |
| ------------------- | -------------- | ---- | ----------- | -------------------- |
| Ateny 1989          | Ateny          | 1989 | kat. -75 kg | 2.miejsce - 357,5 kg |
| Donaueschingen 1991 | Donaueschingen | 1991 | kat. -75 kg | 1.miejsce - 355,0 kg |
| Stambuł 1994        | Stambuł        | 1994 | kat. -76 kg | 1.miejsce - 365,0 kg |
| Kanton 1995         | Kanton         | 1995 | kat. -76 kg | 1.miejsce - 367,5 kg |